# 武野義治

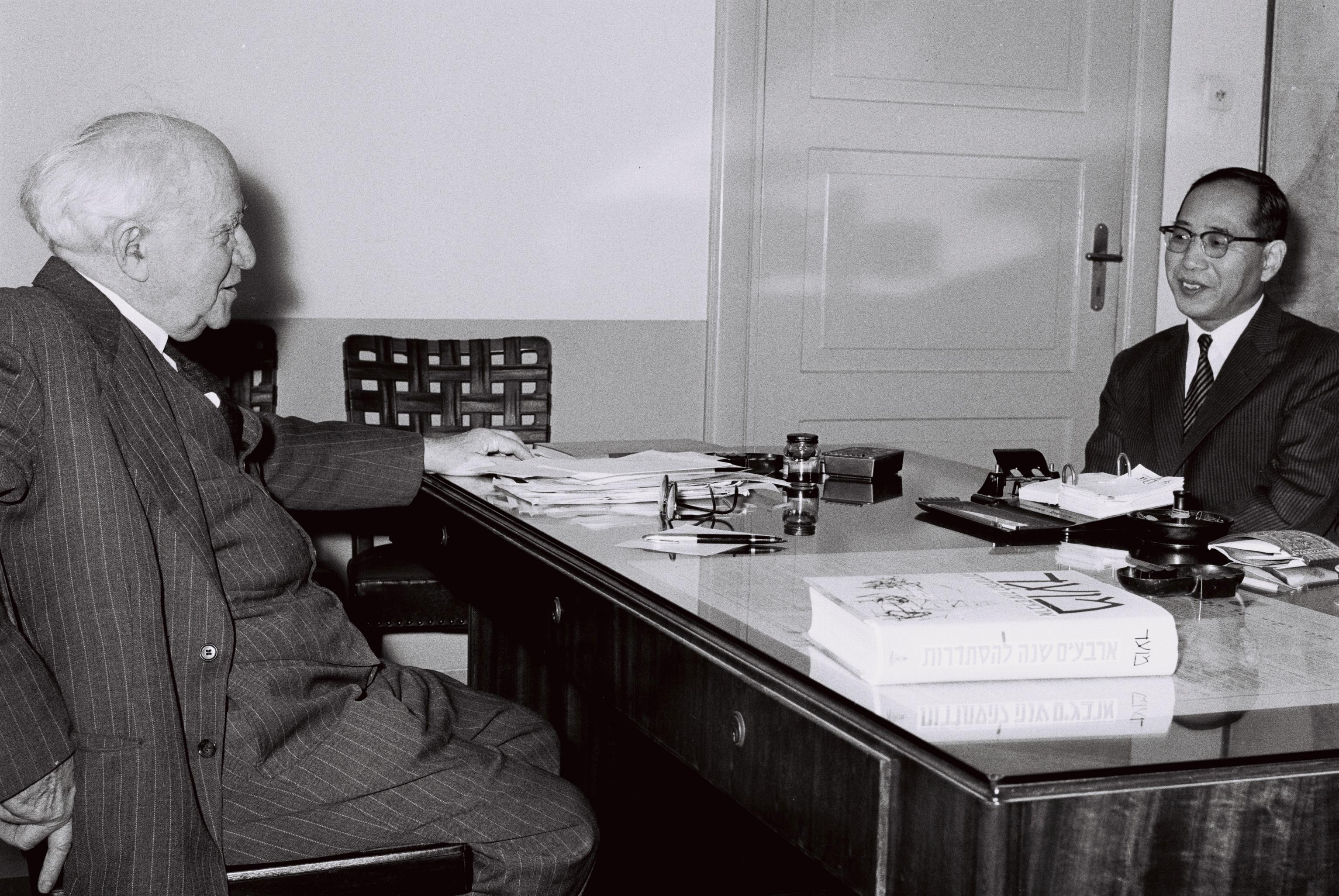
イスラエルの初代首相ダヴィド・ベン＝グリオン（左）と会見する在イスラエル公使在任時の武野（1960年）

武野 義治（たけの よしはる、1911年 - 1989年）は、日本の外交官。初代駐イスラエル特命全権大使、駐ブルガリア特命全権大使、アジア・太平洋国会議員連合事務総長。

## 人物・経歴
東京府（現・東京都）出身。1936年東京商科大学（現一橋大学）卒業、外務省入省。大学在学中は同期の大平正芳（のちに内閣総理大臣）や小島太作（のちに駐インド特命全権大使）、吉永榮助（のちに一橋大学名誉教授）、富樫総一（のちに労働事務次官）らと、憲法の田上穣治講師や国際法の大平善梧教授が中心となっていた研究会で勉強し、高等試験外交科に合格した。
1949年外務省特別資料部第一課長。同年外務省管理局引揚渡航課長。1950年外務省管理局引揚課長。1951年在ジャカルタ日本政府在外事務所所長。1952年在ジャカルタ日本国総領事館総領事。同年法務省入国管理局総務課長。1953年法務省法務研修所教官併任。1956年在オーストラリア日本国大使館参事官、在ニュージーランド日本国公使館参事官兼臨時代理公使。
1957年在シアトル日本国総領事館総領事。1960年イスラエル国駐箚特命全権公使。1963年イスラエル国駐箚特命全権大使。1967年外務大臣官房審議官。同年ブルガリア国駐箚特命全権大使。退官後、アジア・太平洋国会議員連合中央事務局事務総長。1981年勲二等旭日重光章受章。1989年叙正四位。

## 著書
- 『英國炭鑛國營の實際』久保山石炭研究所 1947年
- 『アメリカにおける外国人管理行政』（鈴木一, 田村坂雄と共著）法務研修所 1954年